# Салис-Оливейра
Салис-Оливейра (порт. Sales Oliveira)  —  муниципалитет в Бразилии, входит в штат Сан-Паулу. Составная часть мезорегиона Рибейран-Прету. Входит в экономико-статистический  микрорегион Сан-Жоакин-да-Барра. Население составляет 11 998 человек на 2020 год. Занимает площадь 306 км². Высота над уровнем моря 730 м:
Праздник города —  22 мая.

## История
Город основан 1 января 1945 года.

## Статистика
- Валовой внутренний продукт на 2003 составляет 126.360.462,00 реалов (данные: Бразильский институт географии и статистики).
- Валовой внутренний продукт на душу населения на 2003 составляет 12.633,52 реалов (данные: Бразильский институт географии и статистики).
- Индекс развития человеческого потенциала на 2000 составляет 0,819 (данные: Программа развития ООН).